# Impromptus (Fauré)
Pour les articles homonymes, voir Impromptu.

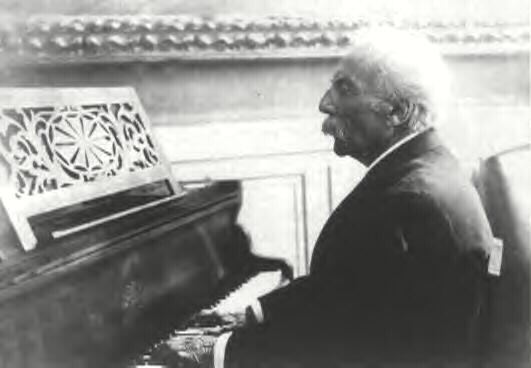
Gabriel Fauré

Les Impromptus sont un cycle de six pièces pour piano de Gabriel Fauré composées tout au long de la vie du compositeur.

## Structure
1. Premier Impromptu (en mi bémol majeur) opus 25 (1881 - dédié à Mme Emmanuel Potocka - créé le 9 décembre 1882 par Saint-Saëns)
2. Deuxième Impromptu (en fa mineur) opus 31 (1883 - dédié à Mlle Sacha de Regina - créé le 10 janvier 1885 par Saint-Saëns)
3. Troisième Impromptu (en la bémol majeur) opus 34 (1883 - dédié à Mme Eugène Brun - créé le 10 janvier 1885 par Saint-Saëns)
4. Quatrième Impromptu (en ré bémol majeur) opus 91 (1905 - dédié à Mme de Marliave - créé le 12 janvier 1907 par Édouard Risler)
5. Cinquième Impromptu (en fa dièse mineur) opus 102 (1909 - dédié à Cella Delavrancea - créé le 30 mars 1909 par Marguerite Long)
6. Sixième Impromptu (en ré bémol majeur) opus 86 (1904, pub 1913)